# Andreas Starke
Andreas Starke (* 17. September 1956 in Hamburg) ist ein deutscher Kommunalpolitiker (SPD), Rechtsanwalt und seit 1. Mai 2006 Oberbürgermeister der kreisfreien Stadt Bamberg in Oberfranken.

## Ausbildung und Beruf
Andreas Starke wuchs in Bamberg auf. Nach dem Abitur im Jahr 1977 am Franz-Ludwig-Gymnasium studierte er Rechtswissenschaften an der Universität Bremen. Während seiner Referendariatszeit war er unter anderem beim Arbeitskreis für Rechtswesen bei der SPD-Bundestagsfraktion in Bonn. Ende 1984 legte er sein juristisches Staatsexamen ab. Seit 1985 ist er als Anwalt in Bamberg niedergelassen, seit 1988 als Sozius einer Kanzlei. Bis zu seiner Wahl zum Oberbürgermeister war er als Rechtsanwalt tätig, seine Schwerpunkte waren Strafrecht und Familienrecht.

## Politische Laufbahn
Im Jahr 1988 kandidierte er erstmals für die SPD für das Amt des Oberbürgermeisters von Bamberg und konnte gegen den damaligen Amtsinhaber Paul Röhner (CSU) 40 Prozent der Stimmen erzielen, was im eher konservativ geprägten Bamberg als Sensation galt.

### Stadtrat in Bamberg
1990 wurde er als Spitzenkandidat der SPD in den Bamberger Stadtrat gewählt, ab 1995 war er Vorsitzender der SPD-Stadtratsfraktion. 1994 kandidierte er ein zweites Mal und kam in die Stichwahl, während der CSU-Kandidat Rudolf Grafberger mit 26,48 % den Sprung in die Stichwahl verpasste. Die Stichwahl verlor er dann aber gegen Herbert Lauer, der von 1994 bis 2006 Oberbürgermeister war.

### Oberbürgermeister von Bamberg
Bei der Wahl am 12. März 2006 erreichte Starke im ersten Wahlgang 45,9 Prozent der Stimmen. In der Stichwahl am 26. März setzte er sich gegen den CSU-Kandidaten Peter Neller durch und wurde mit 71,9 Prozent als erster Sozialdemokrat zum Oberbürgermeister von Bamberg gewählt. Er kandidierte als gemeinsamer Kandidat der SPD, der FDP sowie zweier unabhängiger Wählergruppen, der Freien Wähler und der Bamberger Realisten. In der Stichwahl wurde er zudem von der GAL und dem Bamberger Bürgerblock unterstützt, die im ersten Wahlgang noch mit eigenen Kandidaten angetreten waren.
In den Jahren 2008, 2013 und 2018 wurde er über einen Listenplatz der SPD in den Bezirkstag von Oberfranken gewählt. Seit 2013 ist Starke Bezirkstagsvizepräsident.
Im März 2012 trat Andreas Starke erneut als Kandidat für die Wahl des Oberbürgermeisters gegen Gerhard Seitz (CSU/BBB) und Wolfgang Grader (GAL) an. Er erhielt dabei 54,88 % der Stimmen. Am 19. August 2019 gab Starke bekannt, dass er bei der Oberbürgermeister-Wahl im März 2020 wieder antreten werde. Mit 59,3 % der abgegebenen Stimmen wurde er am 29. März 2020 in einer Stichwahl gegen Jonas Glüsenkamp (Grünes Bamberg) wiedergewählt.
Im Corona-Sommer 2020 wurde das Bamberger To-Go-Alkoholverbot zum Schutz der Bevölkerung eingeführt. „Allen Besuchern des Sandgebiets und vor allem den Gastronomen wäre nicht gedient, wenn wir einen weiteren Lockdown riskieren würden“, so Andreas Starke. Er selbst wurde allerdings im selben Zeitraum bei einer Veranstaltung ohne Mindestabstand, ohne Maske, mit Champagner und händeschüttelnd fotografiert. Daraufhin erfolgte eine Strafanzeige gegen den Bürgermeister.
Am 20. Juni 2024 gab Starke bekannt, dass er bei der Kommunalwahl 2026 nicht für eine vierte Amtszeit kandidieren will.

### Skandale

#### Verletzung des Dienstgeheimnis während der Kommunalwahl 2020
Im Juli 2021 wurde Starke wegen Verletzung des Dienstgeheimnisses im Zuge der Kommunalwahl 2020 zu einer Geldstrafe von 60 Tagessätzen von zusammen 18.000 € verurteilt. Im Zuge der Kommunalwahl 2020 hatte sich Starke als Oberbürgermeister die Wohnadressen von wahlberechtigten EU-Bürgern ohne deutsche Staatsbürgerschaft geben lassen, damit die SPD diese in deren Landessprache anschreiben und zu seiner Wiederwahl aufrufen konnte.
Mit Rücknahme von Starkes Einspruch wurde das Urteil rechtskräftig.

#### Verdacht der Untreue wegen Überstunden für Rathausangestellte
2022 wurde Starke erneut zu einer Geldsumme von 24.000 € wegen der Veruntreuung von 275.000 € verurteilt.  Ihm wurde zur Last gelegt, einem Beamten und sechs Angestellten ohne Voraussetzung pauschale Vergütungen gewährt zu haben.
Der Versuch, einen Prüfbericht geheim zu halten, scheiterte. Die Staatsanwaltschaft Hof ermittelte wegen Untreue. Ebenfalls wurden der frühere Leiter des Personalamtes und zwei betroffene Referenten zu jeweils mindestens 9.000 € verurteilt.
Hans-Günter Brünker (Volt), Lucas Büchner (ÖDP) und Jürgen Weichlein von Bambergs Mitte (BM) riefen Oberbürgermeister Andreas Starke (SPD) dazu auf, bis auf Weiteres sein Amt ruhen zu lassen. „Laut Stadtverwaltung geht im Moment bezüglich der Aufklärung der Vorwürfe alles seinen geregelten Gang. Was zuletzt veröffentlicht wurde, hat allerdings mein Vertrauen in Teile der Verwaltung erschüttert“, begründet Brünker die Forderung an Starke in einer gemeinsamen Pressemitteilung von ÖDP, Volt und Bambergs Mitte.
„Angesichts der Auskünfte der Regierung von Oberfranken halte ich es für ratsam, dass nur Verwaltungsmitarbeiter in die neutrale Aufklärungsarbeit der Verwaltung einbezogen werden, die selber nicht von den Vorwürfen betroffen sind und keinem Interessenkonflikt unterliegen“, führt Brünker aus. Oberbürgermeister Starke ließ daraufhin von Klaus Stieringer ohne Bedauern verkünden, dass die Kooperation mit den betreffenden Stadträten aufgekündigt werde.

## Sonstiges
Von 1998 bis 2007 war er Vorsitzender des Tennis-Clubs Bamberg. Bis 2006 hielt Starke Anteile an der später in Radio Bamberg aufgegangenen Run Boy Rundfunkprogramm GmbH, die im Zuge seiner Wahl aufgelöst wurde.
Andreas Starke ist der Bruder von Christoph Starke, des Fußball-Trainers von FC Eintracht Bamberg und dessen Vorgängervereins 1. FC Eintracht Bamberg sowie der SpVgg Bayreuth. Dieser war von 2008 bis 2020 Stadtratsmitglied der SPD.